# Umeshu
Umeshu (梅酒?) è un liquore giapponese ottenuto dalla macerazione della ume (prugna ancora acerba e di colore verde) nell'alcool (焼酎?, shōchū) (o sakè) con aggiunta di zucchero di canna cristallizzato. Ha un sapore dolce, leggermente aspro, e un contenuto di alcool di 10-15 gradi. Marche rinomate di "umeshu" sono Choya e TaKaRa Shuzo. Le prugne utilizzate per questo tipo di liquore sono tra le più pregiate del Giappone. Provengono principalmente da Wakayama (Kansai). Tra queste la Nankou Ume, prugna dalla polpa carnosa e osso piccolo.

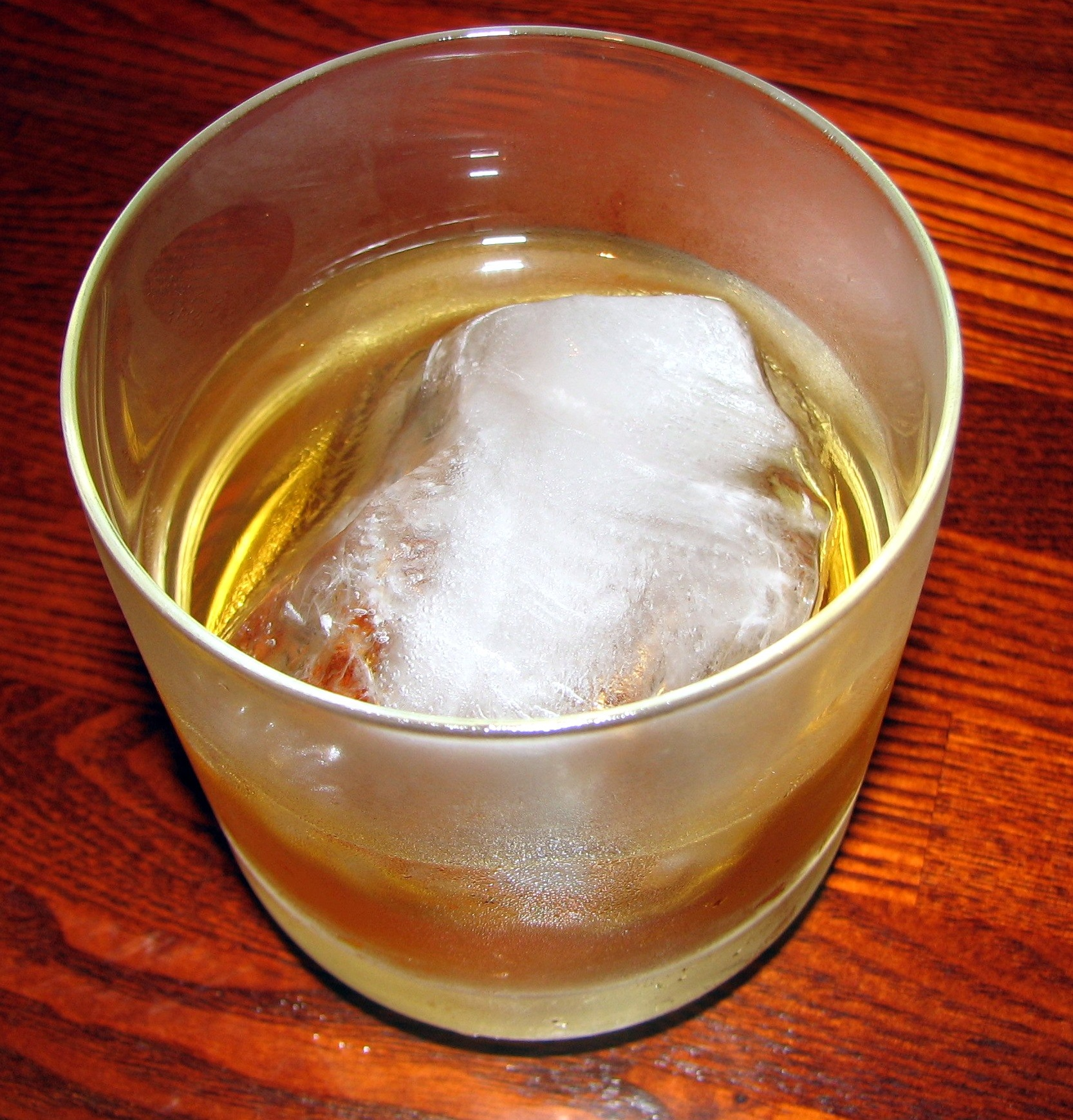
Umeshu con ghiaccio (Umeshu Rokku)

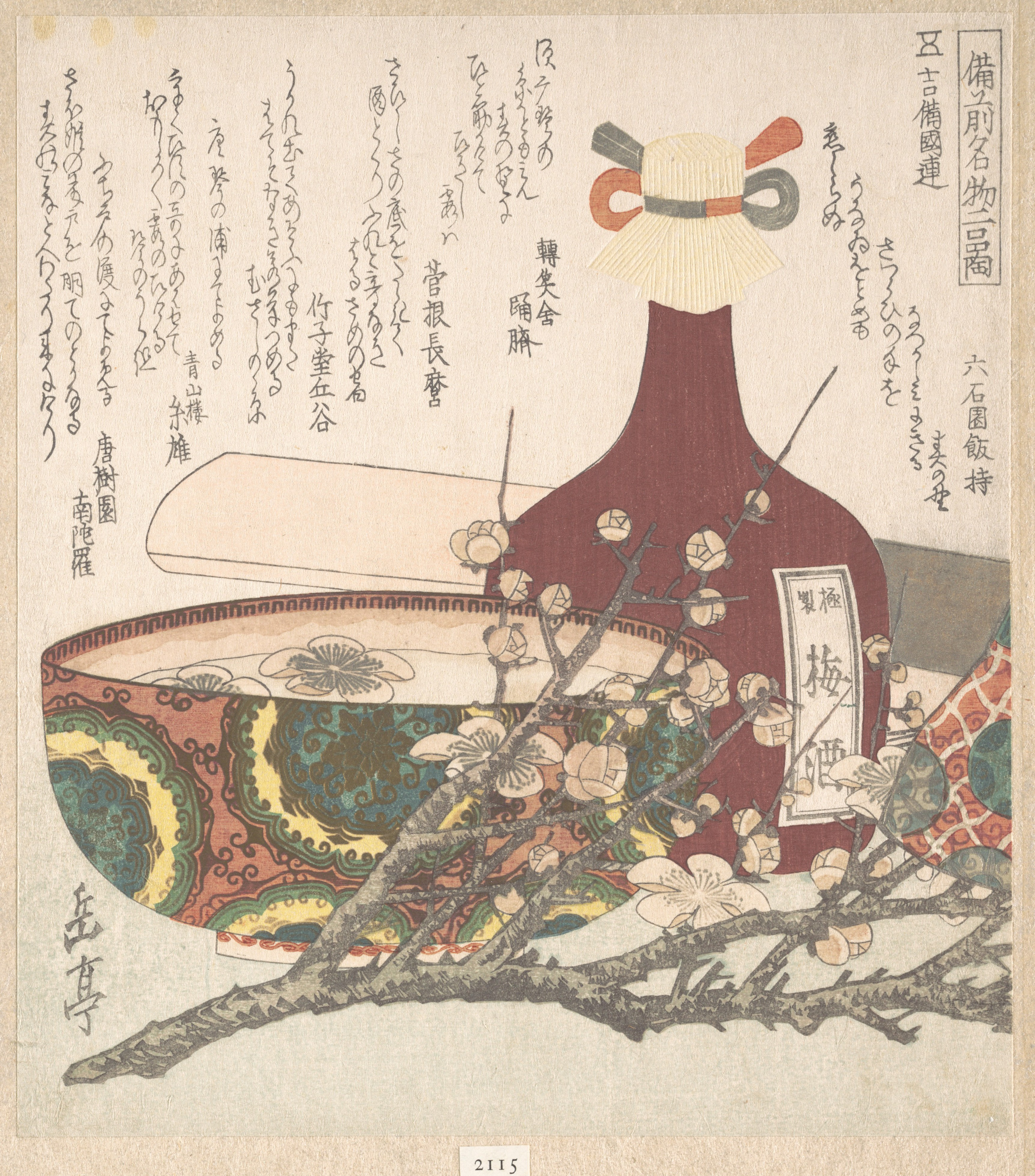
Yashima Gakutei

I ristoranti giapponesi servono diverse varietà di umeshu, anche in versione cocktail. Umeshu On the Rocks (si pronuncia umeshu rokku), Umeshu Sour (si pronuncia umeshu Sawa), Umeshu Tonic (con 2 / 3 di acqua tonica) e Umeshu Soda (con 2 / 3 di acqua gassata) sono varianti molto popolari di questa bevanda. Un'usanza di moda tra i giovani è quella di mescolare questo liquore con il tè verde (o-cha).
Molte persone producono il loro umeshu in casa.